# Йювяскюля (станция)
Йю́вяскюля (фин. Jyväskylän rautatieasema) — железнодорожная станция, расположенная в городе Йювяскюля, Финляндия. Станция также является главным автобусным терминалом для междугородных автобусов.

## История
Первоначальное здание вокзала было построено в 1897 году, после проведения железной дороги от Хяпамяки. Пути до Суолахти были проложены в 1898 году, и позже продлены до Ээнекоски и Хаапаярви. Другая линия до Пиексямяки была открыта в 1918 году. В 1978 открылась новая ветка между Йямсянкоски и Йювяскюля, чтобы улучшить сообщение между Хаапаярви и Йювяскюля.
Здание станции представляло собой образец архитектуры северного модерна и было выполнено из дерева по проекту Бруно Гранхольма, архитектора Главного управления железных дорог Финляндии. На станции располагались квартира станционного смотрителя и сторожевой домик, в 1916 году также был построен ресторан (арх. Туре Хельстрём). Кроме того, два жилых двухэтажных здания с сопутствующими служебными постройками были возведены в 1921. Здание вокзала было расширено в 1923 и в 1968—1969 годах.
Новый комплекс открыт в 2002 году рядом со старыми зданиями, которые теперь используются для коммерческих и служебных целей. Старая станция считается объектом культурного наследия и входит в список англ. Finnish National Board of Antiquities.

## Фото

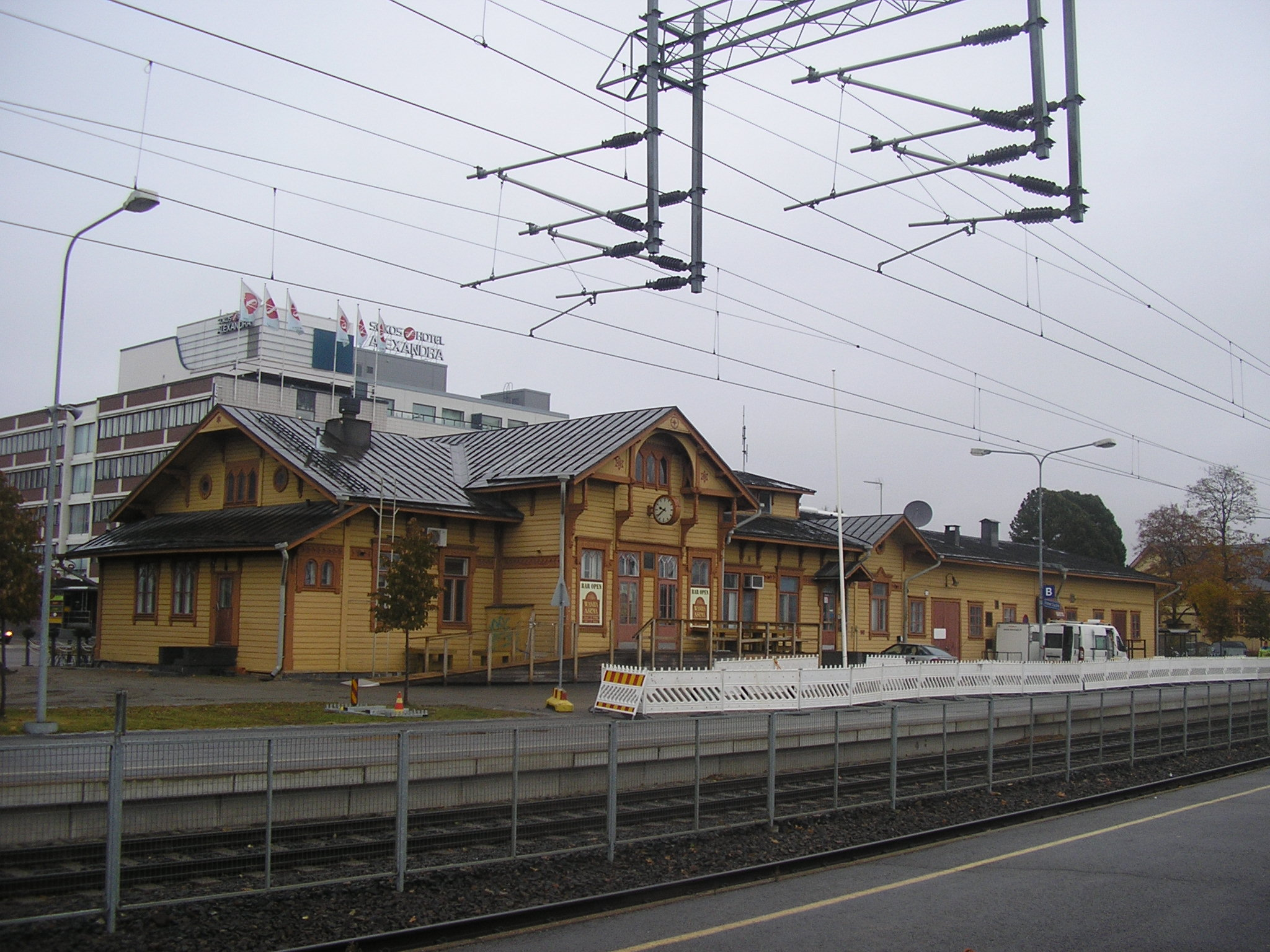
Старое здание вокзала
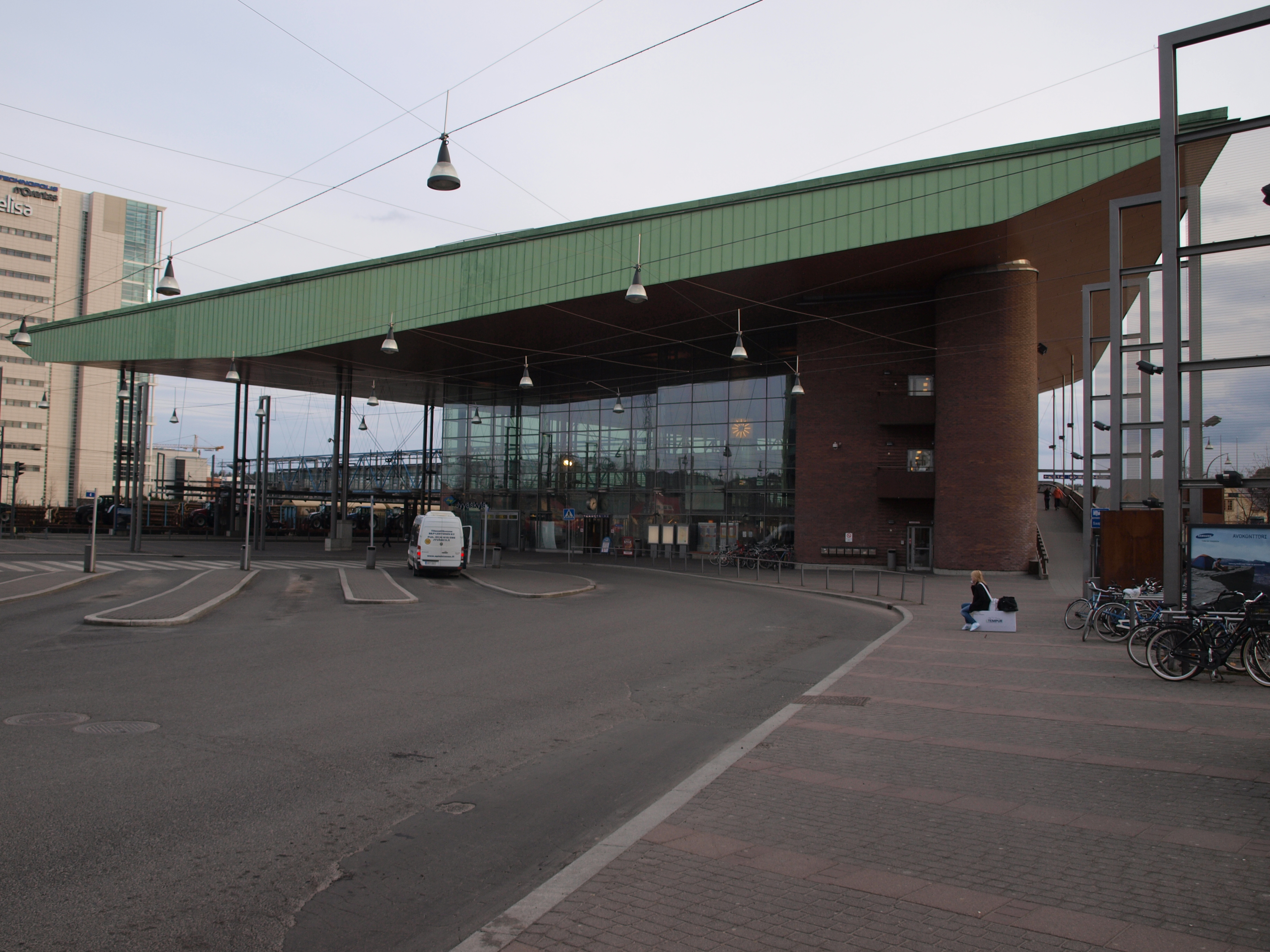
Вид станции снаружи.
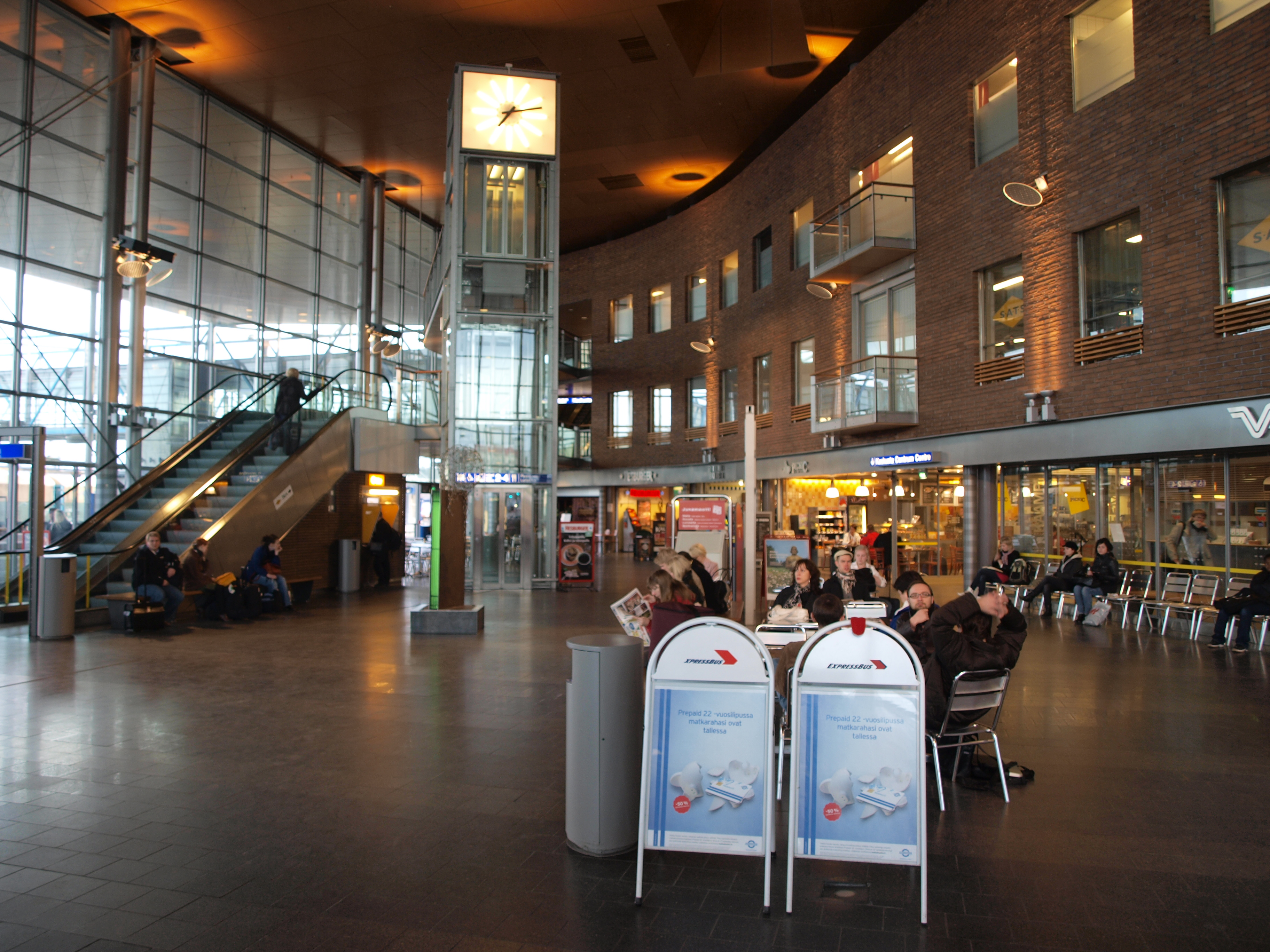
Внутренние помещения станции.